# Boleslav Kvapil
Boleslav Kvapil (* 16. Juli 1934 in Třebíč (deutsch Trebitsch), Okres Třebíč, Tschechoslowakei; † 24. Juni 2017 in Gottmadingen, Landkreis Konstanz, Baden-Württemberg) war ein tschechischer Künstler und Werbegrafiker.

## Leben
Kvapil wurde 1934 im mährischen Třebíč geboren, die Familie lebte in Jemnice. Nach dem Februarumsturz 1948 wurde sein Vater mit zwei älteren Brüdern in Sippenhaft genommen. Boleslav musste die Schule verlassen und fortan 13 Jahre im Kohlebergbau arbeiten. Erst 1961 wurde er entlassen; anschließend absolvierte er eine graphische Ausbildung und besuchte Abendschulen, um sich auf ein Studium an der Karlsuniversität Prag vorzubereiten. Dort studierte er von 1968 bis 1969 zwei Semester Journalistik. Mit seiner Familie floh er über Jugoslawien nach Österreich. 1971 zog er nach einer kurzen Zwischenstation in Ingelheim und dem Tod seiner ersten Frau in den Hegau. Dort arbeitete er als Werbegrafiker bei der Firma Alusingen. Ab 1975 war er freischaffender Künstler in der Bodenseeregion.